# Далаклиев, Детелин
Детели́н Стефанов Далакли́ев (болг. Детелин Стефанов Далаклиев; 19 февраля 1983, Плевен, Болгария) — болгарский боксёр-любитель, чемпион мира по боксу 2009 года, бронзовый призёр чемпионата мира 2003 года и чемпионата Европы 2004 и 2001 годов, серебряный призёр чемпионатов Европы 2006 и 2008 годов.

## Спортивная карьера

### Чемпионат Европы 2002
- 1/8 финала: победа по очкам над ирландцем Дамиан Маккена.
- 1/4 финала: поражение по очкам в поединке с французом Али Аллабом.

В 2005 году на чемпионате мира в первом туре проиграл американцу, Гэри Расселлу младшему.

### Чемпионат Европы 2006
Детелин Далаклиев на чемпионате Европы 2006 года завоевал серебряную медаль. На чемпионате он провёл пять поединков, уступив в финале россиянину Али Алиеву.
- Отборочный поединок: победа по очкам (24:13) над Хаважи Хациговым (Белоруссия).
- 1/8 финала: победа по очкам (46:43) над Али Халлабом (Франция)
- 1/4 финала: победа по очкам (34:18) над Джозефом Мюррэем (Англия)
- 1/2 финала: отзыв соперника во втором раунде Мирсад Ахмети (Хорватия)
- финал: поражение по очкам (36:24) от Али Алиева (Россия)